# John Beloff
John Beloff (* 19. April 1920; † 1. Juni 2006) war ein britischer Psychologe und Parapsychologe.

## Leben
Beloff, Sohn russisch-jüdischer Einwanderer, studierte Psychologie am Birkbeck College und am University College London. Nach seiner Graduierung war er an der University of Illinois und an der Queen’s University Belfast tätig; an letzterer promovierte er im Jahr 1956.
Schon zu dieser Zeit interessierte er sich für Parapsychologie. 1962 veröffentlichte er sein erstes Buch The Existence of Mind, das als Gegenreaktion auf Gilbert Ryles The Concept of Mind entstand und in dem er für einen ganzheitlichen Dualismus aus Materie und Geist plädierte. Im darauffolgenden Jahr erhielten er und seine Frau Anstellungen an der psychologischen Fakultät der Universität Edinburgh.
1973 erschien sein zweites Buch Psychological Sciences, und 1974 erschien seine Aufsatzsammlung New Directions in Parapsychology, für die Arthur Koestler ein Nachwort beisteuerte. Von 1974 bis 1976 war er Präsident der Society for Psychical Research (SPR), der er 1962 beigetreten war.
1983 erfuhr er, dass er von Koestler zu einem seiner Testamentsvollstrecker benannt worden war. Seine Aufgabe war es, eine britische Universität zu finden, die mit dem von Koestler gestifteten Vermögen einen Lehrstuhl für Parapsychologie einrichten würde. Dieser wurde schließlich an Beloffs eigener Universität in Edinburgh ins Leben gerufen.
1985 wurde er pensioniert. Bis 1999 wirkte er als Redakteur der SPR-Zeitschrift Journal of the Society for Psychical Research.
Sein Bruder war der Historiker Lord Max Beloff. John Beloff war seit 1952 mit der Sozialpsychologin Halla verheiratet, mit der er einen Sohn und eine Tochter hatte.

## Schriften
- The Existence of Mind. McGibbon & Kee, London 1962; Citadel, New York 1962.
- Psychological Sciences. A Review of Modern Psychology. Crosby Lockwood Staples, London 1973, ISBN 0-258-96873-7.
- (Hrsg.): New Directions in Parapsychology. Elek, London 1974.
  - dt. Ausgabe: Neue Wege der Parapsychologie. Walter, Olten/Freiburg 1980, ISBN 3-530-60710-X.
- mit John R. Smythies: The Case for Dualism. University Press of Virginia, Charlottesville 1989, ISBN 0-8139-1206-7.
- The Relentless Question. Reflections on the Paranormal. McFarland, London 1990, ISBN 0-89950-417-5.
- Parapsychology. A Concise History. Athlone Press, London 1993, ISBN 0-485-11405-4.